# 阮福綿宜
阮福綿宜（越南语：／，1810年12月30日—1874年8月12日），初名阮福昱（越南语：／），越南阮朝明命帝第四子，生母莊嬪陳氏線。

## 生平
嘉隆九年十二月初五日（1810年12月30日），阮福昱在順化皇城出生。他英俊挺拔，為人豪邁。出閣讀書後，廣泛涉獵，鍾愛詩書。明命十一年（1830年）正月，受封為德壽公（越南语：／）。明命十四年（1833年），改為寧順公（越南语：／）。明命十七年（1836年），擔任宗人府左宗人。明命二十一年（1840年），和長兄長慶公阮福綿宗審核秋審，裁決公允，但他歸功於兄長，自己並不居功，受到明命帝嘉獎。嗣德三年（1850年），上疏請求設立尊學，教導皇室子弟，獲得嗣德帝准許，並令其草擬章程。嗣德五年（1852年），阮福綿宜進獻嘉禾，嗣德帝十分高興，作《嘉禾篇》來紀念此事，並賜阮福綿宜金錢，以示嘉獎。嗣德十八年（1865年），嗣德帝以阮福綿宜年高德邵，下令免除常朝趨拜，後令其兼攝尊人府右尊正。嗣德二十二年（1869年），阮福綿宜六十壽誕，嗣德帝賜詩一章。嗣德二十七年（1874年），晉封寧順郡王（越南语：／），和他同時晉封郡王的還有壽春公阮福綿定。二人以“本朝大定以來，親藩未有生封王爵”為由上疏請辭晉封之命，但遭嗣德帝拒絕。同年七月初一日（1874年8月12日），阮福綿宜去世，壽六十五歲。嗣德帝悼惜不已，為之輟朝三日，並準將晉封的郡王爵改為追贈，賜諡端肅。葬於承天府富榮縣茂材總僊嫩社，在香水縣居正總月瓢社建祠祭祀。

## 家庭
阮福綿宜有34子41女。後裔按御賜口字部起名。
- 長子阮福洪嗣，本名阮福洪佐，恩封感恩亭侯，後襲封寧順縣公。
- 四子阮福洪品，襲封寧順縣侯。
  - 孫阮福膺嘯，襲封助國卿。
- 某子
  - 孫阮福膺咍，過繼給弟鎮國公阮福綿寫為孫，改名阮福膺䵃，襲封鎮鄉侯。
- 女阮氏熙利，嫁錦衣校尉阮科詩，阮科詩之父為駙馬都尉阮科檢，母茂林公主阮玉端嫤。